# Теоретична географія
Теоретична географія — науковий напрям, що вивчає в узагальненому, головним чином, в абстрактному, формалізованому аспекті геосистеми (і їх структури), географічний простір, географічне поле будь-яких географічних об'єктів (природних, громадських, природно-громадських) різного ієрархічного рівня в їх динаміці і нерозривному зв'язку, а також шляхи моделювання геосистем, основні види моделей і їх характеристики.
У вітчизняний науці тривалий час велися дискусії щодо «права на самостійне існування» теоретичної географії (ТГ) як своєрідної географічної науки, важливого напрямку досліджень. Однак до теперішнього часу відсутня більш-менш єдина загальновизнана трактування теоретичної географії.
Теоретична географія досліджує понятійно-термінологічний апарат географії і логічні підстави застосування загальнонаукової методології (системного підходу, математичних методів, теорії інформації та ін.) в географічних науках. За змістом вона вужча від теорії географії (метагеографії).
Теоретична географія, як найбільш абстрактна дисципліна, виконує наступні функції:
1. узагальнює і синтезує результати усіх частних дисциплін в системі географії;
2. створює нові поняття і поглиблює зміст вже існуючих загальногеографічних понять, закономірностей, концепцій;
3. забезпечує ідеями, моделями частні географічні науки;
4. впливає на зміну структури і визначає основні напрями розвитку географії в цілому;
5. вносить істотний вклад у вирішення питань оптимізації взаємодії природи і суспільства, вдосконалення природокористування;
6. розробляє теоретичні основи прогнозування геосистем.

## Визначення
О. М. Смирнов відмічав, що теоретична географія узагальнює результати усіх географічних наук, виявляючи для усіх цих наук об'єктивні закони, формує основні теоретичні положення для географії в цілому. Ю. Г. Саушкін теоретичну географію визначає як науку про логіку геопросторів, їх властивості і принципи вивчення і картографування. В. М. Гохман і Б. Б. Родоман мету теоретичної географії бачать у виявленні просторових закономірностей, що зв'язують окремі області географії в єдину, цілісну систему наук. У. Мересте і X. Ялласто підкреслюють, що теоретична географія розглядає тільки ті закономірності, які є загальними для усіх об'єктів, що вивчаються географією. А. М. Колотієвський розрізняє теоретичну географію в широкому і вузькому розумінні. У широкому розумінні — це загальна теорія системи географічних наук, сукупність найбільш загальних (а не усіх) і тільки взаємозв'язаних географічних концепцій, теорій, гіпотез, а у вузькому її розумінні — це загальна теорія географічних просторових систем (геохоросистем).